# Aeroportul Déline
Aeroportul Déline (IATA: YWJ, ICAO: CYWJ) este un aeroport din Délı̨nę⁠(d), Region 2, Northwest Territories⁠(d), Teritoriile de Nord-Vest, Canada.
Situat la o altitudine de 214 m, aeroportul dispune de o singură pistă.